# 南非伯劳
南非伯劳（Lanius souzae）是伯劳科伯劳属的一种。分布于安哥拉、博茨瓦纳、刚果共和国、刚果民主共和国、加蓬、马拉维、莫桑比克、纳米比亚、卢旺达、坦桑尼亚和赞比亚。其自然栖息地为干燥的稀树草原。